# ورمز 2
ورمز 2 (بالإنجليزية: Worms 2)‏ هي لعبة مدفعية تكتيكية عام 1997 تم تطويرها بواسطة تيم17، وتم إصدارها لنظام ويندوز. إنه جزء من سلسلة ورمز وتكملة للعبة ورمز. كما هو الحال في اللعبة الأولى، يتحكم اللاعبون في فريقهم من الديدان في القتال ضد بعضهم البعض، باستخدام مجموعة كبيرة من الصواريخ والقنابل اليدوية، والأسلحة النارية، والمتفجرات، والضربات الجوية، بعضها انتقائي، وبعضها الآخر غريب. كما هو الحال مع اللعبة الأولى، فإن الهدف هو القضاء على جميع الديدان المتعارضة، وتصبح الفريق الوحيد الباقي على قيد الحياة.
تحتوي ورمز 2 على العديد من الميزات الموروثة من ورمز: ذا دايركتورز كت، بما في ذلك محرر المستوى والمزيد من الأسلحة. كما يحتوي على العديد من التحسينات، من أبرزها أسلوب الرسوم المتحركة المرئي الجديد تمامًا، والذي ظل قائماً لبقية السلسلة. تشمل التحسينات الأخرى اللعب المدعوم عبر الإنترنت والأسلحة الإضافية الجديدة وخيارات التخصيص. تم إصداره لمراجعات إيجابية للغاية بشكل عام، مع الإشادة النقدية بالتخصيص الموسع، والقدرة على اللعب عبر الإنترنت، ومحرر المستوى، والفكاهة. تم الإشادة أيضًا بالإصلاح الرسومي بشكل عام، وكذلك الترسانة الموسعة، على الرغم من أن بعض المراجعين شعروا أن الذكاء الاصطناعي كان سهلاً للغاية. تبع ذلك تكملة تسمى ورمز أرماغيدون.

## أسلوب اللعب

تحتوي ورمز 2 على رسومات محسنة بشكل جذري، بما في ذلك المرئيات الكارتونية وواجهة مستخدم مدمجة. في لقطة الشاشة هذه الدودة التي تحمل قنبلة عنقودية حمراء على وشك رميها، ولكن يجب على لاعبها أولاً تحديد المسافة التي سيتم إلقاء القنبلة عليها. يشار إلى ذلك من خلال شريط الطاقة بين الدودة وملء الشعيرات المتصالبة.

ورمز 2 هي لعبة استيراتيجية بدورها. يتناوب اللاعبون على التحكم في فرق الديدان عبر مناظر طبيعية ثنائية الأبعاد. يتم وضع الديدان بشكل عشوائي عبر المناظر الطبيعية في بداية كل مستوى. خلال دور واحد، يمكن للاعب تحريك واحد فقط من ديدان فريقه. يمكن للديدان الزحف والقفز، بالإضافة إلى التأرجح بحبل النينجا، والمظلة، والنقل الآني، والبنجي عندما تتوفر العناصر المناسبة. الهدف من المباراة التقليدية أو مهمة الحملة هو هزيمة جميع الفرق المتعارضة بقتل ديدانها وتصبح آخر فريق على قيد الحياة. عندما تصطدم بسلاح، تفقد الدودة صحتها اعتمادًا على قوة السلاح ومباشرة الضربة. يمكن قتل الدودة إما عن طريق خفض صحتها إلى الصفر أو دفعها في الماء حول المستوى وتحته. في حالة وجود فترة زمنية محددة في ممر دائري وما زال هناك العديد من الفرق المعادية على قيد الحياة، يتم تمكين الموت المفاجئ، حيث يحدث أحد هذين الحدثين أو كلاهما: تغرق المناظر الطبيعية تحت الماء، أو يتم تقليل كل دودة إلى وحدة صحية واحدة. إذا لم يُسمح بالموت المفاجئ، فإن الجولة تتعادل ببساطة.
يتم لعب ورمز 2 بشكل أساسي في وضع اللعب الجماعي. في هذا الوضع، يختار اللاعب فريقًا للتحكم فيه، بالإضافة إلى فريق واحد إلى خمسة فرق أخرى، جميعها متعارضة؛ قد يتم التحكم في هذه الفرق عن طريق الكمبيوتر أو لاعبين آخرين. قد لا يوجد أكثر من 18 دودة فقط على أي مستوى. يبدأ كل فريق يتم وضعه في القائمة بعدد متساوٍ من الديدان، ولكل منها نفس القدر من الصحة المحددة. يحدد اللاعب عدد الجولات التي يجب أن يفوز بها الفريق من أجل الفوز بالمباراة. يتم تشغيل وضع تعدد اللاعبين إما على جهاز كمبيوتر واحد أو على شبكة محلية أو الإنترنت التي تتضمن ما يصل إلى ستة أجهزة كمبيوتر. في حالة الأخير، يتم تعطيل القدرة على رسم جولة أو فرض الموت المفاجئ المبكر. بالإضافة إلى بدء اللعبة بسرعة دون إعداد الخيارات، يمكن للاعب أيضًا اختيار إكمال مهام اللاعب الفردي بالترتيب. يختار اللاعب أولاً مستوى صعوبة، وإكمال مهمة واحدة يمنح اللاعب كلمة مرور للثالث. يمكن للاعب استخدام كلمات المرور هذه للمتابعة من حيث توقف.
تتضمن اللعبة مجموعة متنوعة من الأسلحة، بما في ذلك الأسلحة المشاجرة والقذيفة والمتفجرة، بالإضافة إلى الهجمات الجوية. يعتمد بعضها على أذرع حقيقية، مثل البندقية والبازوكا والقنبلة اليدوية. والبعض الآخر أكثر خيالًا ورسمًا كاريكاتوريًا، مثل قنابل الموز، والقنابل اليدوية المقدسة، وتماثيل الحمير الخرسانية المتساقطة، والأغنام التي تستخدم كمتفجرات متنقلة. اعتمادًا على خيارات اللعبة، قد تسقط أسلحة إضافية مثل قذائف الهاون أو القنابل العنقودية بشكل عشوائي على التضاريس في الصناديق التي يتم إسقاطها من الجو، والتي عند جمعها ستوسع ترسانة فريق دودة التجميع. اعتمادًا على الخيارات أيضًا، قد يتكاثر صندوقان آخران، بما في ذلك صناديق الإسعافات الأولية التي تعالج الديدان والصناديق المفخخة المتخفية في شكل صناديق أسلحة. في حالات نادرة، تسقط الأسلحة «السرية» في صناديق الأسلحة - وهي الوسيلة الوحيدة للحصول عليها.
توفر اللعبة للاعبين القدرة على إنشاء فرق مخصصة خاصة بهم. كل فريق له اسمه الخاص ويتضمن ثمانية أسماء ديدان فردية، ويمكن للاعب أيضًا تغيير أو إنشاء مجموعة أصوات الفريق. تتضمن اللعبة مولد مستوى عشوائي ومحرر مستوى أساسي يسمح للمستخدم بإنشاء شكل المستوى بفرشاة. بدلاً من الجزر فقط، قد تكون المستويات أيضًا عبارة عن كهوف تتميز بسقف غير قابل للتدمير ويتم تعطيل جميع أسلحة الضربات الجوية. كل جزء من المناظر الطبيعية، بما في ذلك العوارض الموضوعة يدويًا، قابل للتدمير بالكامل ولا يتأثر بالجاذبية.
تتضمن ورمز 2 كلاً من محرري الأسلحة والخيارات، كل منها يوفر مستوى عالٍ جدًا من التحكم في العديد من إعدادات اللعب والأسلحة. تتضمن إعدادات الخيار وقت تراجع الدودة وقوة الرياح وضرر السقوط. تتضمن إعدادات السلاح المخزون الأولي الذي يبدأ به كل فريق في المباراة، والانحياز للانفجار، ومقدار الضرر الذي تسببه صفقة الأسلحة، وتفاعلها مع الريح، والوقت الذي يمكن للدودة أن تتراجع فيه بعد الاستخدام، وتأخر توافر بعض العناصر في عدد من الأدوار، وكمية العبوات لكل عنصر على حدة، والتكرار النسبي لظهورها في الصناديق.

## التطوير والإصدار
تأكد من أن ورمز 2 كانت قيد التطوير منذ أبريل 1996 على الأقل. كان من المفترض في البداية أن تكون تكملة للعبة الأصلية، حيث كانت التحسينات الجوهرية الوحيدة هي محرك جديد ودعم اللعب عبر الإنترنت. ومع ذلك، شعر منشئ السلسلة آندي ديفيدسون أن التحسينات المذكورة أعلاه لن تكون كافية لتبرير تكملة، وأراد أيضًا تقديم وداع لمستخدمي أميغا، الذين شهدوا تراجعًا في الدعم والشعبية. للقيام بذلك، سمح له تيم17 بقضاء وقته في العمل على ورمز: ذا دايركتورز كت، وهي حزمة توسع إلى النسخة الأصلية المصممة لأجهزة كمبيوتر أميغا المتأخرة. كان لكل من مشروعين ورمز المتزامنة فريق منفصل خاص به. في حين أن ذا دايركتورز كت ستصبح آخر برامج أميغا بواسطة تيم17، بالإضافة إلى التحسينات الرسومية والذاكرة، فقد قدمت محرر مستوى جديد وأسلحة إضافية مثل كونكريت دونكي. شكلت هذه الميزات الجديدة أساس ورمز 2، وستظهر في عناوين لاحقة من الامتياز.
كانت رسومات وأسلوب ورمز 2 من أولويات تيم17. اعتقدت الشركة أن رسومات ورمز الأصلية المؤرخة قد ردعت لاعبي اللعبة المحتملين. لقد اختاروا رسومات SVGA الأفضل تقنيًا، وبسبب حدود الذاكرة، فإن إصدار اللعبة يقتصر على ويندوز فقط. كان داني كريكو هولمزارترايت وفنانا اللعبة. كانت كارترايت مسؤولة عن الرسوم المتحركة. للقيام بذلك، استخدم فوتوشوب، ولكن في وقت لاحق من التطوير استخدم أنيمو من Cambridge Animation Systems، وهو برنامج رسوم متحركة قائم على الشرائح. استغرق الأمر ما يصل إلى 14000 إطار لرسم الديدان، وتشير التقديرات إلى أن الاستمرار في استخدام فوتوشب للعفاريت سيستغرق ثلاث إلى أربع سنوات. بالمقارنة، استغرق الأمر أشهرًا فقط لإتقان أنيمو، وبعد ذلك تم اختبار ورمز خمس أو ست مرات قبل أن يتم تحديد أنها كاملة. كان هولمز مسؤولاً عن موضوعات اللعبة، بما في ذلك المناظر الطبيعية والخلفيات. تم رسمها قبل مسحها ضوئيًا رقميًا. قال هولمز إن كل موضوع من المواضيع الإحدى عشر للعبة استغرق حوالي شهر واحد قبل الانتهاء منه. كما وصف الأسلوب البصري بأنه «أسلوب رسوم متحركة شديد الوضوح» يتعارض مع أسلوبه العام المفضل. تستخدم اللعبة التمرير المنظر لعرض ساحات القتال والخلفيات.
تم تأليف الموسيقى التصويرية بواسطة بيورن لين، والآلات المستخدمة هي آلات توليف، وجيتار، وجيتار باس. كان مبرمج اللعبة الرئيسي هو كارل مورتون، الذي أنتج المحرك. كان كريس بليث مسؤولاً عن المشاهد بالحركة الكاملة - والتي تكون مظللة على عكس مشاهد اللعبة الأصلية - جنبًا إلى جنب مع آندي ديفيدسون وماتين ستوديوز قدموا أصوات بنوك الكلام لورمز. تم نشر ورمز 2 بواسطة مايكروبروز في أيام مختلفة عبر أوروبا في نوفمبر 1997، وفي أمريكا الشمالية في 13 يناير 1998. تمت إعادة إصداره لاحقًا على غوغ دوت كوم في 5 سبتمبر 2012، مع الاختلاف الوحيد هو أن اللعب عبر الإنترنت معطل.

### فهرس المراجع
1. ↑  Manual 1997، صفحة 7.
2. 1 2 3  "Official Worms 2 Weapon Guide". www.worms2.com (بالإنجليزية). Archived from the original on 2016-03-03. Retrieved 2021-03-25.
3. ↑  "The Annelid Menace (The Worms Attack)" (PDF). web.stanford.edu (بالإنجليزية). Archived from the original (PDF) on 2021-03-25. Retrieved 2021-03-25.
4. 1 2 3 4  Manual 1997، صفحة 3–4.
5. ↑  Manual 1997، صفحة 6.
6. ↑  "Giocati per voi: Worms 2". archive.com (بالإيطالية). Retrieved 2021-03-25.
7. ↑  Manual 1997، صفحة 22-24.
8. ↑  Manual 1997، صفحة 19-21.
9. ↑  Manual 1997، صفحة 21-31.
10. ↑  Manual 1997، صفحة 7، ملاحظة #1.
11. ↑  Manual 1997، صفحة 5.
12. ↑  Manual 1997، صفحة 30.
13. ↑  Manual 1997، صفحة 25.
14. ↑  Manual 1997، صفحة 8، Wreaking Havoc - The Art of Weapon Usage..
15. ↑  Manual 1997، صفحة 19-20.
16. ↑  "The RMIT Research Repository has moved". researchbank.rmit.edu.au. مؤرشف من الأصل في 2020-06-23. اطلع عليه بتاريخ 2021-03-26.
17. ↑  Manual 1997، صفحة 26-27، Terrain Menu..
18. ↑  University of Campinas 2009، صفحة 18.
19. ↑  "PC Zone: Worms 2". archive.org (بالإنجليزية). Retrieved 2021-03-26.
20. ↑  Manual 1997، صفحة 24، Girder Setting..
21. ↑  "Worms 2 Review". GameSpot (بالإنجليزية الأمريكية). Archived from the original on 2019-06-04. Retrieved 2021-03-26.
22. ↑  "Computer Gaminr World: Review Worms 2". archive.org (بالإنجليزية). Archived from the original on 2022-03-08. Retrieved 2021-03-26.
23. ↑  Manual 1997، صفحة 22-26، Options Menu, Weapons Menu..
24. 1 2  PC Top Player 1998، صفحة 22.
25. ↑  Giochi per il mio computer 1997، صفحة 79.
26. ↑  University of Campinas 2009، صفحة 25.
27. ↑  "Hot Spot: Rally Fever". archive.org (بالإنجليزية). Retrieved 2021-03-29.
28. ↑  "Developer Lookback: Team 17". archive.org (بالإنجليزية). Retrieved 2021-03-29.
29. ↑  "The Making of... Worms". archive.org (بالإنجليزية). Retrieved 2021-03-29.
30. ↑  University of Campinas 2009، صفحة 18-20.
31. ↑  "Interviews: Rico Holmes and Danny Cartwright". worms.team17.com (بالإنجليزية). Archived from the original on 2002-08-17. Retrieved 2021-03-29.
32. ↑  "Spillmusikk på CD". archive.org (بالنرويجية). Retrieved 2021-03-29.
33. 1 2  Manual 1997، صفحة 39.
34. ↑  Gambler 1998، صفحة 62.
35. ↑  "Interviews: Cris Blyth". www.worms2.com (بالإنجليزية). Archived from the original on 2020-06-10. Retrieved 2021-03-29.
36. ↑  "Team17's 100 Games – Part Six: 1997-98 (Worms: The Director's Cut, Nightlong & more)". Team17 (بالإنجليزية). Archived from the original on 2020-09-21. Retrieved 2021-03-29.
37. ↑  "Release dates". Team17 (بالإنجليزية). Archived from the original on 1998-01-28. Retrieved 2021-03-29.
38. ↑  "Release: Worms 2". GOG.com (بالإنجليزية الأمريكية). Archived from the original on 2020-05-11. Retrieved 2021-03-29.

### معلومات المراجع
- Worms 2 manual (بالإنجليزية). تيم17. 1997. Retrieved 2021-06-10.
- de la Villa, Fernando (28 Feb 1998). "Mega Game – Worms 2". PC Top Player (بالإسبانية). Tower Communications. No. 30. pp. 20–22. ISSN:1135-3759.
- Jędrzejczyk, Przemysław (Jan 1998). "Gambler". Gambler : Miesięcznik Elektronicznych Szulerów (بالبولندية). Wydawnictwo Lupus. No. 50. pp. 62–63, 94–96. ISSN:1230-8676. Retrieved 2021-06-10.
- "Giocati per voi: Worms 2". Giochi per il mio computer (بالإيطالية). No. 8. Dec 1997. pp. 77–79. Retrieved 2021-06-10.
- Maycon Prado Rocha Silva; Paula Dornhofer Paro Costa; Paulo Sérgio Prampero; Vera Aparecida de Figueiredo (Oct 2009). Análise de Jogo Digital: Worms 2 [Digital Game Analysis] (PDF) (Thesis) (بالبرتغالية). جامعة محافظة كامبيناس. Archived from the original (PDF) on 2021-03-26. Retrieved 2021-06-10.